# Giovanni Vincenzo Gravina
Pour les articles homonymes, voir Gravina.
Giovanni Vincenzo Gravina (né le 20 janvier 1664 à Roggiano Gravina, dans la province de Cosenza, en Calabre – mort à Rome, 6 janvier 1718) est un homme de lettres et un juriste italien de la fin du XVIIe et du début du XVIIIe siècle. Fondateurs de l’Académie d'Arcadie, Gravina découvre le poète et librettiste Pietro Metastasio, qu'il adopte et auquel il dispense une formation littéraire de qualité. Il est aussi l'auteur d'une importante œuvre juridique.

## Biographie

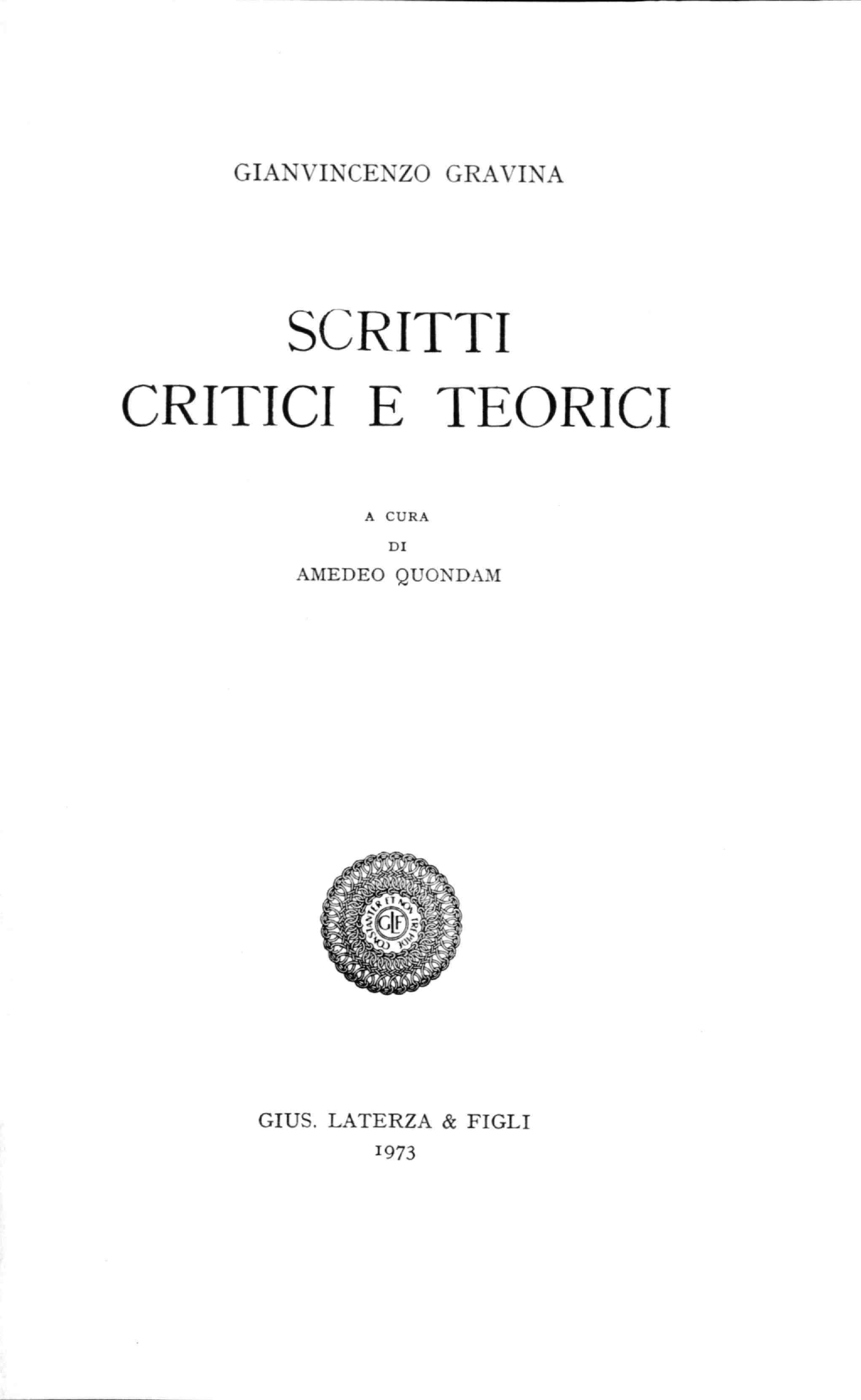
Scritti critici e teorici, 1973

Giovanni Vincenzo Gravina nait à Roggiano, petite ville peu éloignée de Cosenza, dans la Calabre Ultérieure, le 20 janvier 1664. Ses parents, qui par leur état et leur fortune tiennent le premier rang dans cette ville, ne négligent rien pour sa première éducation. Gregorio Caloprese, son oncle, qui, après avoir étudié à Naples, la poésie et la philosophie, s’est retiré à Scalea, sa patrie, ville maritime de cette partie de la Calabre se charge de l'éducation de son neveu. Vincenzo apprend le latin, la rhétorique, l’histoire, et les principes de la géométrie . Il s'intéresse à l’étude de la philosophie. À 16 ans, il rejoint la capitale, sous la protection de Serafino Biscardi, de Cosenza, bâtonnier du barreau napolitain. Biscardi suit aussi Gaetano Argento. Il leur apprend  le grec, dont Vincenzo n’avait reçu chez son oncle que de légères notions, mais qu'il perfectionne avec Gregorio Messere, qui passe pour le premier helléniste de Naples. Biscardi leur enseigna l’art oratoire et la déclamation. Gravina cultive en même temps la poésie, et compose, sur le sujet de la Passion, un drame intitulé Tragedia di Cristo. Comme cette pièce n’a pas été imprimée, on ne peut dire si elle est entièrement de son imagination, ou s’il l’a seulement traduite du grec de celle qu’on attribue à St-Grégoire de Nazianze. Il ne reste que le titre de l’autre drame de Gravina, intitulé San-Atanasio. Les parents de Gravina l’ont destiné, contre son gré, au droit et à la jurisprudence. Biscardi lui en fait découvrir l'intérêt. Gravina découvre le droit civil et canonique, la théologie par la lecture des Pères de l'Église. Gravina se rend à Rome en 1689. Paolo Coardo, de Turin, qui devient ensuite camérier d’honneur de Clément XI, le reçoit pendant plusieurs années. Il rencontre des hommes célèbres : Ciampini, Fabretti, Bianchini, Buonarroti, Manuel Martí, et le P. de Miro.

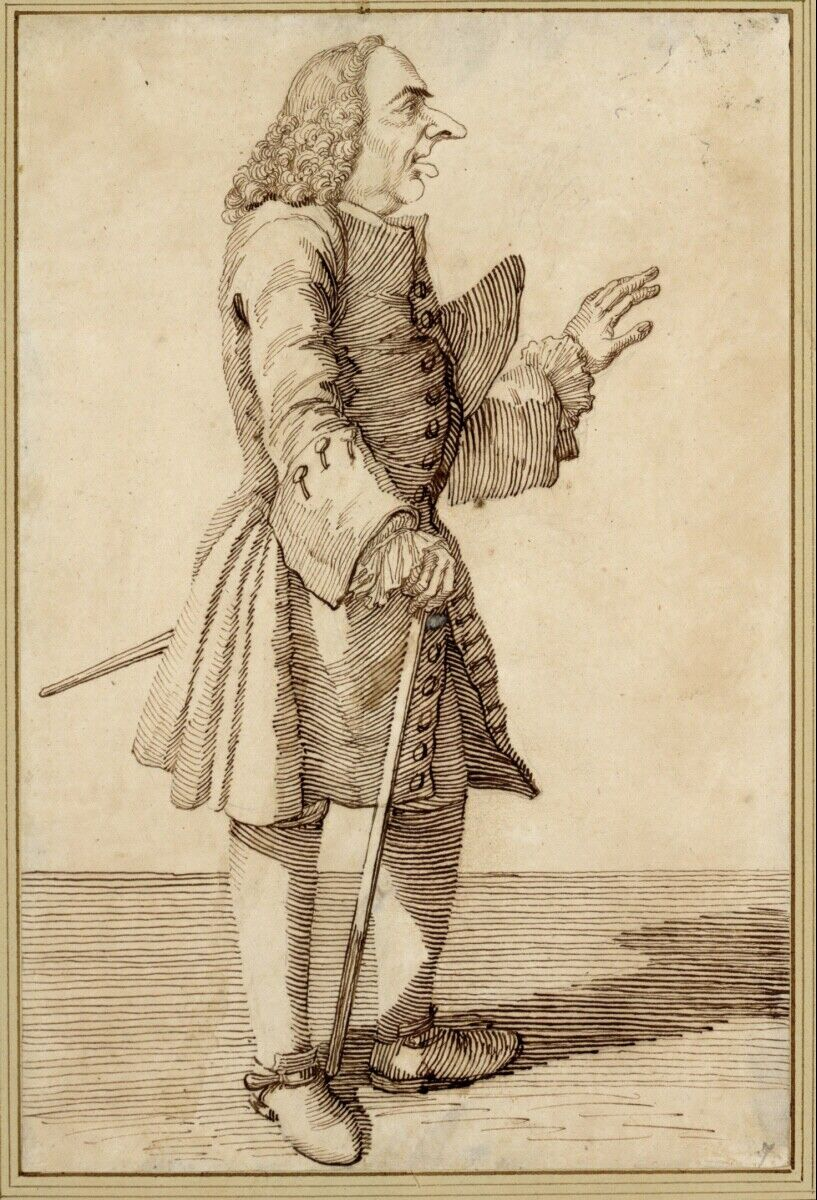
Caricature de Giovanni Vincenzo Gravina par Pier Leone Ghezzi

Après la mort d’Alexandre VIII, Antonio Pignatelli obtint le trône pontifical sous le nom d’Innocent XII, et veut élever Gravina aux plus grands honneurs ecclésiastiques ; mais celui-ci refuse d’embrasser le sacerdoce. Il décide d'enseigner les lois, son goût le portant vers l’érudition profane. Il obtient en 1699 la chaire de droit civil. Il trace, dans son discours d’ouverture, l’histoire de cette science, et compose le traité De instauratione studiorum, qu’il dédie au nouveau pontife Clément XI. Le discours qu’il prononce en 1700, De sapientia universa, est relatif au même sujet. Dans celui qui est intitulé Pro legibus ad magnum Moschorum regem, après avoir parlé de la prééminence et de la dignité des lois romaines, il les considère sous le rapport de l’influence qu’elles doivent avoir sur la civilisation des États du Tsar.
Gravina passe, en 1703, de la chaire de droit civil à celle du droit canonique. Dès son entrée dans la carrière de l’enseignement, il abolit l’usage de l’argumentation scolastique. Il pense que le seul moyen d’établir les bonnes doctrines est de remonter aux sources. C’est le sujet de son traité De repetendis doctrinarum fontibus.
Pietro Metastasio, lui dut sa fortune et son éducation, et le considère comme son père adoptif.
En 1711 une sédition littéraire affecte les Arcades. Il s’agissait d’une des lois établies par Gravina, à laquelle celui-ci donnait un sens tout à fait différent de celui dans lequel la majorité de la compagnie l’entendait. Les jurisconsultes romains prennent part à cette dispute, qui est portée devant les tribunaux. L’affaire se termine par une scission de l’Académie. Les amis et les élèves de Gravina le suivent. Il crée, sous la protection du cardinal Lorenzo Corsini, l’Academia della Quirina, qui s’assemble l’hiver dans son palais et l’été dans son jardin, sur le mont Janicule.
Gregorio Caloprese meurt à Scalea en 1714 : Gravina se rend à ses obsèques et passe près de deux ans en Calabre. Il revient à Rome en 1716 où il meurt le 6 janvier 1718, laissant à sa mère, Anna Lombarda, les biens qu’il possédait dans la Calabre, et à Metastasio tout ce qu’il avait acquis à Rome, en substituant cette partie de son héritage à ses autres élèves, Giuliano Pier-Santi, Lorenzo Gori et Horazio Bianchi, qui tous se sont fait une réputation dans les lettres.

## Œuvres
Gravina s'intéresse à la morale, en y appliquant les connaissances théologiques acquises. Il fait paraitre un dialogue intitulé De corrupta morali doctrina, Cologne (Naples), en 1691, in-4°, sous le nom supposé de Priscus Censorinus Photisticus. Son but est de démontrer que les corrupteurs de la morale font plus de mal à l’Église que les plus hardis hérésiarques. Il n’a alors que vingt-six ans. Son livre connait un grand succès et donne lieu à des controverses. Le P. Daniele Concina insère ce dialogue presque en entier dans son traité De incredulis. Carlo Alessandro Guidi, ami de Gravina, écrit sous le nom arcadien de Erillo Cleoneo, à la demande de la reine Christine de Suède, une comédie intitulée Endimione. Cette pièce devient l’objet de satires virulentes. Gravina, sous le nom de Bione Crateo, entreprend la défense de son ami ; il lit publiquement son apologie dans une assemblée littéraire, texte imprimé sous le titre de Discorso sopra l’Endimione, etc., Rome, 1692, in-16. Gravina s'exprime souvent de manière polémique et se fait un grand nombre d’ennemis. Paraissent successivement, sous le nom supposé de Quinto Settano (Lodovico Sergardi), seize satires contre Philodème, nom sous lequel y est désigné Gravina. Ces satires à succès, se répandent. Gravina y répond avec quelques déclamations dans le genre des verrines, et quelques iambes  sans toutefois publier ses écrits.
Gravina rassemble ses amis en novembre 1695 sur le mont Janicule. Ils se donnent une constitution démocratique, et prennent le nom d’Arcadiens (Arcadi). Les vacances d’été et d’hiver sont choisies pour se réunir dans des jardins, où ils invoquent les muses et tâchent, par leur manière de vivre et la simplicité de leurs écrits, d’imiter les anciens bergers, sans distinction de fortune ni de rang. Chacun adopta un nom pastoral. L' association se dote de statuts, nomme des décemvirs pour les rédiger ; Gravina, appelé à cette fonction, revoit les règlements  que les Arcadiens avaient adoptés, et les réduisit en un seul corps. Ces lois, écrites en latin avec concision, à l’imitation de celles des douze Tables, se répandent dans l’Europe. Le 20 mai 1696, les Arcades tiennent une assemblée générale sur le mont Palatin. Gravina prend le nom d’Opizio Erimanteo. Il  compose plusieurs dissertations sous le titre d’Opuscula, Rome, 1696. On y trouve :
- Specimen prisci juris ; c’est un préliminaire du grand ouvrage qu’il a écrit depuis sur l’origine du droit ;
- De lingua latina Dialogus. Il y démontre l’excellence du latin, son utilité et la nécessité d’en associer l’étude à celle du grec.
- Epistola ad Gabrielem Reignerium a Gallo. Il s’y plaint de la décadence des lettres en Italie.
- De contemptu mortis. Il loue la constance que François Carafa venait de montrer dans une maladie grave.
- Epistola ad Trojanum Mirabellam. Il cherche à le consoler de la mort de son fils.
- Delle Favole antiche. Ce dernier traité, écrit en italien, a été traduit en français par Joseph Regnauld.

De 1711 à 1714, Gravina perfectionne et publia plusieurs ouvrages, ses Discours, son livre De Romano imperio, Naples, 1712, in-12 ; ses tragédies, Palamède, Andromede, Appius Claudius, Papinianus et Servius Tullius, Naples, 1712, in-12, et son traité Della ragione poetica, Rome, 1708 (Requier en publie une traduction française, Paris, 1755, 2 vol. in-12), et enfin le traité Della tragedia, Naples, 1715, in-4°
Il écrit son grand ouvrage sur les origines du droit civil, De ortu et progressu juris civilis, dont le premier livre avait paru à Naples en 1701, qui fut imprimé complet, en trois livres, aussi à Naples en 1713, et traduit en français par Jean-Baptiste Requier, sous le titre : Esprit des lois romaines, Paris, 1766 ou 1776, 3 vol. in-12 ; Paris, 1824, in-8°. Le célèbre Maffei en fait un abrégé, et l’original est réimprimé plusieurs fois en différents lieux.
L’œuvre juridique majeure de Gravina s'intitule Originum juris civilis libri tres (Naples 1701, pour le premier livre, Leipzig 1708, pour les deux suivants et Naples 1713, pour l'édition définitive). Elle est traduite en français par Jean-Baptiste Requier (1715-1799) sous les titres L’esprit des loix romaines (Amsterdam/Paris, Saillant, 1766 ou 1776) en trois volumes,,et Origines du droit civil (Paris, Bavoux, 1822).  
Gravina applique à l'histoire des institutions les concepts du droit naturel, condamne la tyrannie comme antijuridique et met le contrat social au cœur de la société civile en soulignant que celle-ci ne peut se fonder que sur le droit. Les ouvrages de Gravina ont été réunis en 3 volumes sous le titre de Opere del Gravina, Leipzig, 1737, in-4° ; et Naples, 1756, avec les notes de Mascovius, qui en a été l’éditeur. Giovanni Battista Passeri donna une notice sur la vie de Gravina, son maître, en tête de la traduction du traité de cet écrivain, De disciplina poetarum (voy. Calogerà, Raccolta nuova, année 1718, t. 17). Sa vie a été écrite plus amplement et avec beaucoup d’élégance par Giovanni Andrea Serrao, de l’Ordre des Hiéronymites : De vita et scriptis J. V. Gravinæ commentarius, Rome, 1758, in-fol. Angelo Fabroni en a donné une autre dans ses Vitæ Italorum, t. 10. Ces deux biographies contiennent un catalogue des ouvrages publiés et inédits de Gravina. A.-M. Meneghelli a publié son Éloge funèbre, Venise, 1815, in-8° et F. Valdrigi son Éloge historique, Milan, 1816, in-8°. Ces deux éloges sont en italien. Son portrait a été gravé d’après un masque pris sur son visage après sa mort.